# Nuno Fonseca
Nuno Miguel de Magalhães Fonseca (nascut el 30 de gener de 1982 a Guimarães) és un futbolista retirat portuguès que jugava com a migcampista ofensiu.

## Carrera futbolística
A principis de la seva carrera sènior, Fonseca tenia contracte amb el FC Porto i el SC Braga, però només representava els seus filials. El 2005, va fitxar pel Moreirense FC a la segona divisió, patint el descens al final de la temporada.
Després de passar els anys següents amb el Moreirense i el FC Famalicão, Fonseca es va traslladar a Romania el juny de 2008, signant amb l'AFC Progresul București al segon nivell. Tanmateix, després d'un parell de mesos, va rescindir el seu contracte.
El 22 de gener de l'any següent, Fonseca es va incorporar al PFC Lokomotiv Mezdra de Bulgària amb un contracte de tres anys. Va debutar amb el seu nou club dos dies més tard, en un amistós per 6-0 contra el FC Botev Krivodol, però va aparèixer poques vegades al llarg de la campanya, en què l'equip va acabar a mitja taula.
Fonseca va tornar a casa l'estiu del 2009, signant amb el Gondomar SC de tercera divisió. Després de dues temporades, el jugador de 29 anys es va traslladar de nou a l'estranger, amb el GD Interclube a Angola.